# بن اتريدجي
بن اتريدجي (بالإنجليزية: Ben Ettridge)‏ هو لاعب كرة سلة أسترالي.

## قام بالتدريب في
- كأس العالم
- الألعاب البارالمبية
- فرق كرة السلة الوطنية للكراسي المتحركة
- الدوري الوطني لكرة السلة على الكراسي المتحركة